# Ciliellopsis oglasae
Ciliellopsis oglasae es una especie de molusco gasterópodo terrestre de la familia Hygromiidae en el orden de los Stylommatophora.

## Distribución geográfica
Es endémica de la isla de Montecristo (Italia).

## Hábitat
Su hábitat natural son: bosques templados.

## Estado de conservación
Se encuentra amenazada de extinción por la pérdida de su hábitat natural.